# Aeropuerto de Lago Argentino
El Aeropuerto de Lago Argentino (IATA: ING - OACI: SAWA) era un aeropuerto argentino (actualmente se encuentra cerrado) que daba servicio a la ciudad de El Calafate, Santa Cruz, Argentina.
Recibía su nombre del lago donde se asienta la ciudad y fue cerrado en 2006. Todo el tráfico se desvió hacia el aeropuerto internacional Comandante Armando Tola. Hoy en día, la zona se encuentra urbinizada y conforma un barrio de la ciudad (denominado "Aeropuerto Viejo"). Mientras que en la antigua terminal funciona un centro cultural y la Terminal de Ómnibus, y las viejas pistas de aterrizaje funcionan como avenidas. Existió una primera terminal, cuyo edificio aún se conserva, en la zona oeste del viejo predio aeroportuario, sobre la calle Jean Mermoz en la cual es utilizada actualmente como una oficina de LADE.

## Aerolíneas y destinos que cesaron sus operaciones
- LADE (Comodoro Rivadavia, Gobernador Gregores, Río Gallegos)